# Schlanstedt
Schlanstedt is een plaats en voormalige gemeente in de Duitse deelstaat Saksen-Anhalt, en maakt deel uit van de Landkreis Harz.
Schlanstedt telt 1.301 inwoners (1993).

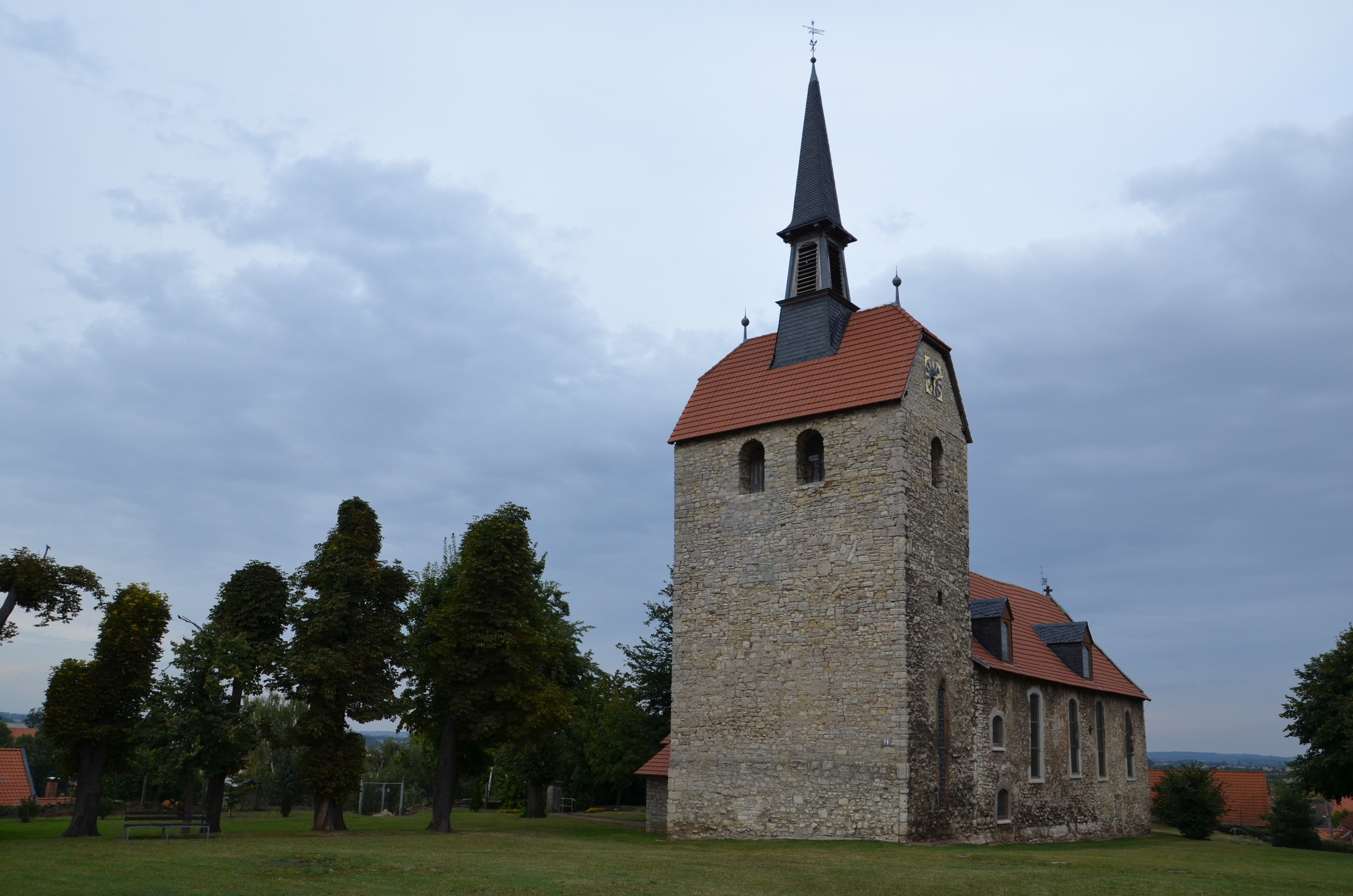
Dorpskerk St. Martin in Schlanstedt